# Мамалаєвка
Мамала́євка (рос. Мамалаевка) — село у складі Переволоцького району Оренбурзької області, Росія.

## Населення
Населення — 671 особа (2010; 617 у 2002).
Національний склад (станом на 2002 рік):
- росіяни — 84 %